# سازمان رهایی افغانستان
سازمان رهایی افغانستان یک سازمان سیاسی مارکسیستی - لنینیستی - مائوئیستی است که در سال ۱۹۷۳ به‌وسیله دکتر فیض احمد و تنی چند از یارانش در کابل بنیاد گذاشته شده و مبارزه در راه جامعه بدون طبقه سوسیالیستی هدف نهایی‌اش را تشکیل می‌دهد.
این سازمان در ابتدا به تعقیب انشعابات در سازمان جوانان مترقی (که به جریان شعله جاوید معروف است) با به عرصه گذاشت و در ابتدا به نام «گروه انقلابی خلقهای افغانستان» نامیده می‌شد که بعد در سال ۱۹۸۰ به «سازمان رهایی افغانستان» تغییر نام کرد.
رهبر این سازمان در نشریه تئوریک سازمان به نام مشعل رهایی خط مشی و اهداف غایی آنرا تشریح داده و تا کنون این سند با تعدیلات اندکی به مثابه خط سیاسی و ایدئولوژیک اعضای سازمان نقش بازی کرده‌است.
در جریان مقاومت ضد روسی، این سازمان همگام با ملت افغانستان دست به تفنگ برده جنگ مسلحانه علیه نیروهای اشغالگر و احزاب خلق و پرچم را به پیش برد.
این سازمان با حزب دموکراتیک خلق افغانستان دشمنی دیرینه دارد و آن حزب را به مثابه رویزیونیست و مزدور شوروی افشا می‌کند. از همین‌رو تعداد زیادی از اعضای این سازمان در دوران حکومت‌های طرفدار شوروی به زندان انداخته شده و اعدام شدند.
در جبهات جنگ این سازمان به نام شعله‌ای مورد حملات مداوم گروه‌های اسلامگرای مجاهدین افغان قرار می‌گرفت و همیشه در دو جبهه در جنگ بودند و تعداد زیادی از کادرهایش بدست حزب اسلامی گلبدین حکمتیار و جمعیت اسلامی برهان الدین ربانی به‌قتل رسیدند.
بنیانگذار این سازمان، دکتر فیض در ۱۲ نوامبر ۱۹۸۶ با تنی چند از یارانش در پیشاور پاکستان طی توطئه‌ای به دام حزب اسلامی حکمتیار افتادند و مفقود شدند. این سازمان، سازمان جاسوسی پاکستان، آی.اس. آی، را در طرح این توطئه شریک می‌داند. خان محمد فردی که به خیانت در به دام انداختن دکتر فیض متهم بود، بعداً همراه با فرد دوم در رده رهبری حزب اسلامی به نام انجنیر عبدالحق در شهر پیشاور ترور شد.
این سازمان در ضدیت با تجاوز آمریکا در ۲۰۰۱ به افغانستان قرار دارد و دولت کرزی را یک دولت مزدور و وطن‌فروش می‌داند. اینان هنوز هم مخفیانه در افغانستان به فعالیت‌های شان ادامه می‌دهند.
| اسم              | تاریخ تولد (خورشیدی) | محل تولد (ولایت) | تاریخ درگذشت (خورشیدی) |
| ---------------- | -------------------- | ---------------- | ---------------------- |
| بصیر             | .                    | .                | ۱۳۵۷                   |
| تاج محمد         | ۱۳۲۳                 | کنر              | ۱۳۵۷                   |
| متین             | ۱۳۳۲                 | پروان            | ۱۳۵۷                   |
| حمدالله پوپل     | ۱۳۲۷                 | کابل             | ۱۳۵۷                   |
| وحید             | ۱۳۳۷                 | کابل             | ۱۳۵۸                   |
| نعمت اله عزیز    | ۱۳۳۱                 | لوگر             | ۱۳۵۸                   |
| معلم رشید        | ۱۳۲۹                 | پنجشیر           | ۱۳۵۸                   |
| داوود            | ۱۳۳۰                 | کابل             | ۱۳۵۸                   |
| ابراهیم          | ۱۳۳۳                 | کابل             | ۱۳۵۸                   |
| کبیر             | ۱۳۲۹                 | جلال‌آباد         | ۱۳۵۸                   |
| محسن             | .                    | .                | ۱۳۵۸                   |
| یمین الدین       | ۱۳۱۹                 | لغمان            | ۱۳۵۸                   |
| جبار             | ۱۳۳۰                 | نورستان          | ۱۳۵۸                   |
| فرید             | .                    | .                | ۱۳۵۸                   |
| امداداله         | ۱۳۳۳                 | تخار             | ۱۳۵۸                   |
| ضیا گوهری        | .                    | .                | ۱۳۵۸                   |
| عبدالقدوس حازم   | ۱۳۲۹                 | بدخشان           | ۱۳۵۸                   |
| فیاض             | .                    | .                | ۱۳۶۰                   |
| خیراله           | ۱۳۴۰                 | فاریاب           | ۱۳۶۰                   |
| اسلم (اسلام)     | ۱۳۴۱                 | فراه             | ۱۳۶۱                   |
| غلام حسن         | ۱۳۳۵                 | نیمروز           | ۱۳۶۱                   |
| معلم جمعه        | ۱۳۴۴                 | نیمروز           | ۱۳۶۱                   |
| سلطان            | .                    | غزنی             | ۱۳۶۱                   |
| اکرم             | .                    | .                | ۱۳۶۲                   |
| غلام حیدر وحید   | .                    | .                | ۱۳۶۲                   |
| دکتر اسد         | ۱۳۲۴                 | کنر              | ۱۳۶۲                   |
| حاتم             | .                    | تخار             | ۱۳۶۳                   |
| نظر محمد سلیمان  | ۱۳۴۱                 | تخار             | ۱۳۶۳                   |
| انجنیر عبدالحکیم | ۱۳۳۶                 | جوزجان           | ۱۳۶۳                   |
| عبداله عمر       | ۱۳۳۵                 | فراه             | ۱۳۶۴                   |
| انجنیر قدرت      | ۱۳۳۸                 | فراه             | ۱۳۶۴                   |
| یعقوب            | ۱۳۴۰                 | فراه             | ۱۳۶۴                   |
| جمعه خان قدیر    | ۱۳۴۲                 | تخار             | ۱۳۶۴                   |
| فیض الدین مسلم   | .                    | تخار             | ۱۳۶۴                   |
| دکتر فیض احمد    | ۱۳۲۵                 | قندهار           | ۱۳۶۵                   |
| اشرف             | ۱۳۲۵                 | تخار             | ۱۳۶۵                   |
| سعید             | ۱۳۳۵                 | کابل             | ۱۳۶۵                   |
| انجنیر فهیم      | .                    | .                | ۱۳۶۵                   |
| سرور             | ۱۳۳۵                 | ننگرهار          | ۱۳۶۵                   |
| علی‌محمد          | ۱۳۳۲                 | بلخ              | ۱۳۶۸                   |
| اسحاق (حکیم)     | ۱۳۴۰                 | بغلان            | ۱۳۷۰                   |
| الفت             | .                    | .                | ۱۳۷۱                   |
| اکرم غنی (حارث)  | ۱۳۵۱                 | نیمروز           | ۱۳۷۱                   |